# 瀧口順平
瀧口順平（日语：／ Takiguchi Junpei，1931年4月17日—2011年8月29日）為日本的男性配音員、演員、旁白。出身於千葉縣船橋市。

## 人物簡介
本名瀧口幸平（たきぐち こうへい）。除了活躍動畫配音和外語片的日文配音之外，也有從事電視節目的旁白工作，其中從1992年在日本電視台開播至今的長壽紀行和鐵道旅行節目《途中下車之旅（又譯日本電車之旅）》是他長年擔任而為人熟悉的旁白演出作。
2008年5月和2011年8月由於身體因素短暫休養。休養期間，正在播出的《途中下車之旅》曾由江成和己、近石真介、神谷明及增岡弘等人代替。2011年8月29日上午7點33分因胃癌去世，享年80歲。
2011年10月1日播出的《途中下車之旅》的旁白之後由藤村俊二繼任。在這之前9月3日播出的標題下方加上副標題「口順平」，並在下集預告中使用生前最後的錄音和放上本人的照片以示追悼（該集播出的旁白錄音則使用增岡弘的音源）。節目最後插入由阿藤快、舞之海秀平、太川陽介發表追思文「瀧口先生，到了天國請你繼續你的美好旅程。」的場面。
逝後，獲頒2012年第六回聲優Award「特別功勞獎」。

## 繼任
在瀧口逝世後，配音員接任作品如下：
- 林家大平（日语：林家たい平）－『途中下車之旅』（2011年9月10日播出集數的旁白）
- 增岡弘－『途中下車之旅』（2011年9月3日（部分）、9月17日、9月24日播出集數的旁白）、Miru-miru的廣告旁白
- 藤村俊二（日语：藤村俊二）－『途中下車之旅』（2011年10月1日播出集數的之後の的第2代旁白）
- 古賀慶太（日语：古賀慶太）－（2011年瀧口去世之後的旁白〈代替〉）
- 銀河萬丈－『北野武的TV擒抱』（的單元旁白）
- 茶風林[注 2]－NTT（的配音）、『劇場版 怪傑佐羅利：大·大·大·大冒險！』（妖怪學校的老師）
- 森功至－『麵包超人』（聖誕老人）[注 3]
- 堀－『夜晚的小雙俠』（骷髏兵衛）
- 青山穰－『驅魔少年 HALLOW』 (千年伯爵)

## 演出
粗體字表示主要角色。

### 電視動畫
- 無敵鐵金剛（布羅肯伯爵）
- 悟空的大冒險（八戒）
- 多羅羅（琵琶法師）
- Zenderman（大府爺爺、波克羅、亞克達獅子、開花爺爺、大腹莊助）
- 龙珠（占卜婆婆）
- 七龍珠Z（占卜婆婆（第1代））
- 烏龍派出所（神）
- 寶島（崔羅尼）
- 南方彩虹的露西（佩蒂威爾）
- 風中少女 金髮珍妮（伯納德）
- 增血鬼果林（旁白）
- 名偵探福爾摩斯（吉爾摩爾先生）
- 太陽勇者（漿糊博士）
- 麵包超人（聖誕老人）

1970年
- 噴嚏大魔王（超級推銷員）

1971年
- 珍豪無茶兵衛（日语：珍豪ムチャ兵衛）（卡布列茲金）

1980年
- 原子小金剛1980年版（金三角）

1985年
- 怪怪怪的鬼太郎（第3作）（不倒翁）
- 忍者小靈精（忍者怪獸吉波）

1989年
- 魔動王（格瑞可諾曼）

1990年
- 三眼神童（金鏗鏘）

1994年
- 小紅帽恰恰（貝普）
- 咕嚕咕嚕魔法陣1994年版（蒙布朗）

1996年
- 怪怪怪的鬼太郎（第4作）（黑神切）

1997年
- 1997年版（千兵衛的爺爺）
- 马赫Go Go Go（1997年版）塞贝特博士

1998年
- 危險調查員（福斯特上校）

2000年
- 幽浮寶貝（文森博士）

2002年
- 哈姆太郎（真紀的爺爺）

2003年
- 航海王-拿巴隆要塞篇（尼爾森司令）
- 原子小金剛2003年版（達令先生）
- 廢棄公主（律師）

2004年
- 怪俠索羅利（妖怪學校老師）

2006年
- 偶像宣言（團長先生）

2007年
- 驅魔少年（千年伯爵）
- hack//Roots（菲羅）

2008年
- 黑塚 KUROZUKA（黑衣男）

### 電影動畫
- 美樂蒂的小紅帽（獵人）
- 三國志-英雄的黎明（董卓）

### OVA
- THE 八犬傳（犬塚蟇六）
- SD戰國傳 武者七人衆篇（闇皇帝）

### 外語配音

#### 演員
克里夫頓·詹姆斯
- 007：生死關頭（佩柏警長）※TBS版。
- 007：金槍人（佩柏警長）※TBS版。
- 鐵面無私（地方檢察官喬治·E·Q·約翰遜（英语：George E. Q. Johnson））※富士電視台、東京電視台版。

格特·翟科比
- 007：金手指（哈瑞·金手指）※日本電視台版。

#### 電影
- 環遊世界八十天（拉爾夫／改革俱樂部會員／英格蘭銀行總裁〈羅伯特·莫利（英语：Robert Morley）〉）
- Girls（英语：Girls (1980 film)）（保羅·達奎爾〈讓·達爾曼（法语：Jean Dalmain）〉）※富士電視台版。
- 鐵鉤船長（涂圖〈亞瑟·馬雷特（英语：Arthur Malet）〉）
- 撞板神探（英语：Loose Cannons (1990 film)）（哈里·格特曼〈多姆·德路易斯（英语：Dom DeLuise）〉）※VHS版。
- 黃昏之戀（X先生〈約翰·邁克基弗（英语：John McGiver）〉）※朝日電視台新錄製版。
- 兩小無猜（美樂蒂的父親〈羅伊·金尼爾（英语：Roy Kinnear）〉）※朝日電視台版。
- 我的保鏢（英语：My Bodyguard）（多布斯〈約翰·豪斯曼〉）
- 天才小搗蛋（英语：Problem Child (film)）（班傑明·“大笨鐘”·希利〈傑克·瓦爾登（英语：Jack Warden）〉）
- 俠盜王子羅賓漢（赫里福德主教）※東京電視台版。
- 落跑新娘（英语：Runaway Bride (film)）（沃爾特·卡本特〈保羅·杜利（英语：Paul Dooley）〉）
- 夜魔水晶（英语：The Dark Crystal）（斯凱克部落首領〈傑里·尼爾森（英语：Jerry Nelson）〉）※NHK-BS（日语：NHK-BS）版。
- 單身公寓（速度〈拉里·海恩斯（英语：Larry Haines）〉）※東京電視台版。
- 金槍客再闖鬼門關（英语：The Return of Ringo）（埃斯特萬·富恩特斯）

#### 動畫
- 皮諾丘和黑暗之王（英语：Pinocchio and the Emperor of the Night）（格魯布比上尉〈喬納森·哈里斯〉）

## 腳註

## 外部連結
- 瀧口順平 （页面存档备份，存于） （日語）－日本電影資料庫
- 瀧口順平 （页面存档备份，存于） （日語）－allcinema（日语：allcinema）
- 瀧口順平 （页面存档备份，存于） （日語）－KINENOTE
- Junpei Takiguchi在互联网电影资料库（IMDb）上的資料（英文）
- 瀧口順平  Movie Walker （页面存档备份，存于） （日語）